# آفتاب‌پرست اروپایی
آفتاب‌پرست اروپایی (نام علمی: Heliotropium europaeum) نام یک گونه از سرده آفتاب‌پرست است.